# Толоконников, Владимир Алексеевич
Влади́мир Алексе́евич Толоко́нников (25 июня 1943, Алма-Ата, Казахская ССР, СССР — 15 июля 2017, Москва, Россия) — советский, казахстанский и российский актёр театра, кино и телевидения. Заслуженный артист Казахской ССР, лауреат Государственной премии РСФСР имени братьев Васильевых (1990).
Наиболее известен благодаря ролям Полиграфа Полиграфовича Шарикова в фильме «Собачье сердце», джинна Хоттабыча в одноимённом фильме и Павла Григорьевича Кортукова (деда) в фильме «СуперБобровы» и его продолжении.

## Биография
Родился 25 июня 1943 года в Алма-Ате (Казахская ССР).
Армейскую службу проходил три года в ракетных войсках, в числе прочего — в Германии.
В 1973 году окончил актёрский факультет Ярославского театрального училища.
Скончался в ночь с 15 на 16 июля 2017 года в Москве от остановки сердца, на 75-м году жизни во время съёмок продолжения комедии «СуперБобровы».
Прощальная церемония состоялась 20 июля в московском Доме кино. Похоронен в тот же день на Троекуровском кладбище (25 участок).

### Личная жизнь
Был женат (жена Надежда Березовская умерла в 2013 году), вырастил двоих сыновей, Иннокентия и Родиона, младший из которых по профессии тоже актёр театра и кино.

## Карьера

В роли Полиграфа Полиграфовича Шарикова в фильме «Собачье сердце» (1988)

Был занят в Республиканском Академическом театре русской драмы имени Лермонтова в Алма-Ате с момента окончания театрального училища.
Широкую известность получил в 1988 году после телефильма Владимира Бортко «Собачье сердце» по одноимённой повести М. Булгакова, в котором снялся в роли Шарикова.
В 2001—2004 гг. в паре с Геннадием Балаевым был исполнителем главных ролей в казахстанском скетчкоме «Толобайки».
Сыграл главную роль в фильме Петра Точилина «Хоттабыч» (2006), воплотив на экране образ древнего джинна, столкнувшегося с современной интернет-культурой; за роль Хоттабыча получил Кинонаграду MTV-2007 в номинации «Лучшая комедийная роль».

## Творчество

### Роли в театре
- 1993 — «Семейный портрет с посторонним» С. Лобозёрова, режиссёр Юрий Коненкин — Тимофей
- «Василиса Прекрасная» Е. Черняк — старик / Леший
- «Королевские игры» Григория Горина — кардинал Вулси
- «На дне» М. Горького — Лука
- «Собор Парижской Богоматери» — Квазимодо
- «Вишнёвый сад» А. Чехов— Фирс
- «Ревизор» Н. Гоголь — Антон Антонович Сквозник-Дмухановский, городничий
- «Визит дамы» Ф. Дюрренматт — директор гимназии
- «Уроки французского» А. Рейно-Фуртон — Жозеф

### Фильмография
| Год       |     | Название                                            | Роль                                                                              |
| --------- | --- | --------------------------------------------------- | --------------------------------------------------------------------------------- |
| 1981      | ф   | Последний переход                                   | Толоконников                                                                      |
| 1987      | ф   | Зять из провинции                                   | Имя персонажа не указано                                                          |
| 1988      | ф   | Балкон                                              | милиционер                                                                        |
| 1988      | ф   | Собачье сердце                                      | Полиграф Полиграфович Шариков / пёс Шарик (озвучивание)                           |
| 1989      | ф   | Кошкодав Сильвер                                    | душегуб Сильвер                                                                   |
| 1989      | ф   | Под ступеньками                                     | Колька-Работяга                                                                   |
| 1990      | ф   | Клещ                                                | уголовник                                                                         |
| 1990      | ф   | Волки в зоне                                        | Имя персонажа не указано                                                          |
| 1990      | ф   | Гарем Степана Гуслякова                             | представитель сельсовета                                                          |
| 1990      | ф   | Ночь длинных ножей                                  | Горелов                                                                           |
| 1990      | ф   | Облако-рай                                          | Филомеев                                                                          |
| 1991      | ф   | Жизнь — женщина                                     | Имя персонажа не указано                                                          |
| 1991      | ф   | Призрак                                             | Иван                                                                              |
| 1991      | ф   | Счастливого Рождества в Париже! или Банда лесбиянок | Бабан                                                                             |
| 1992      | ф   | Шоу для одинокого мужчины                           | мужик с гусём                                                                     |
| 1993      | ф   | Мечты идиота                                        | Адам Козлевич                                                                     |
| 1996—2000 | с   | Перекрёсток                                         | Паша (с серии 63)                                                                 |
| 1996      | ф   | Шанхай                                              | Дед                                                                               |
| 1998      | ф   | Омпа                                                | Имя персонажа не указано                                                          |
| 1999      | ф   | Небо в алмазах                                      | президент России                                                                  |
| 1999      | ф   | Борщ из французских лягушек                         | Ноль                                                                              |
| 2000      | ф   | Витрина                                             | Кузьмич, охранник «Маркос»                                                        |
| 2001      | с   | Гражданин начальник                                 | судмедэксперт (серии №№ 2, 6)                                                     |
| 2001—2003 | с   | Саранча                                             | Василий, пожарный на пенсии                                                       |
| 2002      | ф   | Две судьбы                                          | дедушка Нади                                                                      |
| 2002      | ф   | Молитва Лейлы                                       | военный в вертолёте                                                               |
| 2003      | с   | Участок                                             | Юлюкин                                                                            |
| 2003      | ф   | Каждый взойдёт на Голгофу                           | «Кесарь»                                                                          |
| 2003      | ф   | Убойная сила 5                                      | дядя Саша                                                                         |
| 2004      | ф   | Виола Тараканова. В мире преступных страстей        | Аким Ефимович Попов                                                               |
| 2004      | ф   | Американец (не был завершен)                        | главный                                                                           |
| 2004      | ф   | Спецназ по-русски 2                                 | Павлов                                                                            |
| 2005      | ф   | Коля — перекати поле                                | Филомеев                                                                          |
| 2006      | ф   | Хоттабыч                                            | старик Хоттабыч                                                                   |
| 2006      | ф   | Заколдованный участок                               | Юлюкин                                                                            |
| 2007      | ф   | Царапина                                            | дед Игнат                                                                         |
| 2007      | с   | Прапорщик, или «Ё-моё»                              | дядя Женя (Евгений Петрович Шматко)                                               |
| 2007      | ф   | Громовы. Дом надежды                                | Пахомыч                                                                           |
| 2007      | с   | Солдаты 12                                          | Евгений Петрович Шматко                                                           |
| 2007      | ф   | Правосудие волков                                   | Николай Трофимович, безногий инвалид                                              |
| 2008      | ф   | Я не я                                              | Иван Исаакович Суцкис, ветеран бронетанковых войск                                |
| 2008      | ф   | Наследники                                          | дядя Стёпа                                                                        |
| 2009      | с   | Исчезнувшие                                         | Андреев, партизан со снайперской винтовкой                                        |
| 2009      | с   | Захватчики                                          | Александр Леонидович Казаков (дядя Саша), директор склада                         |
| 2010      | ф   | Одно звено                                          | Пётр, егерь                                                                       |
| 2010      | ф   | Город мечты                                         | дядя Кеша                                                                         |
| 2010      | ф   | Паршивые овцы                                       | Архип Лукич                                                                       |
| 2010      | ф   | Китайская бабушка                                   | Игорь Андреевич, мужчина на свидании с Милой                                      |
| 2011      | ф   | Брат и сестра                                       | Имя персонажа не указано                                                          |
| 2011      | с   | Сделано в СССР                                      | Геннадий Павлович Алексеенко, тренер по боксу                                     |
| 2011      | док | Распутин-Новый. Без покрова                         | Григорий Распутин                                                                 |
| 2011      | ф   | Здрасьте, приехали!                                 | эпизод                                                                            |
| 2012      | ф   | 25-й километр                                       | Василий Алексеевич                                                                |
| 2013      | ф   | Мы из джаза 2                                       | Имя персонажа не указано                                                          |
| 2013      | ф   | Не кончается синее море                             | дядя Гриша                                                                        |
| 2014      | ф   | Корпоратив                                          | охранник Семёныч                                                                  |
| 2014      | ф   | Смешанные чувства                                   | дедушка в больнице                                                                |
| 2015      | ф   | СуперБобровы                                        | Павел Григорьевич Кортуков, дед, тесть Бориса Алексеевича                         |
| 2016      | ф   | Дух балтийский                                      | Вилен                                                                             |
| 2017      | ф   | Бабушка лёгкого поведения                           | Бессонов (Бес), медвежатник на пенсии                                             |
| 2018      | ф   | Рисунки дождём                                      | Ильич, санитар                                                                    |
| 2018      | ф   | СуперБобровы. Народные мстители                     | Павел Григорьевич Кортуков, дед, тесть Бориса Алексеевича (последняя роль в кино) |

### Клипы
- 2002 — Аркадий Хоралов (песня «Новогодние игрушки») — продавец в магазине детских игрушек

## Признание и награды
- Медаль «Двадцать лет Победы в Великой Отечественной войне 1941—1945 гг.» (1965)[6]
- Государственная премия РСФСР имени братьев Васильевых (1990) — за исполнение роли Полиграфа Полиграфовича Шарикова в фильме «Собачье сердце» (1988)
- Заслуженный артист Казахской ССР
- Почётная грамота Министерства культуры РК (2003).[6]
- Платиновый Тарлан в номинации «Театр», 2006
- Кинонаграда MTV 2007 в номинации «Лучшая комедийная роль» («Хоттабыч», реж. Пётр Точилин)
- Орден Курмет (2008)
- Орден Дружбы (5 мая 2009 года, Россия) — за большой вклад в развитие театрального и кинематографического искусства, популяризацию русской культуры и русского языка в Республике Казахстан[7].
- 30 мая 2024 года решением маслихата города Алма-Аты улица Юбилейная в Ауэзовском районе города переименована в честь актёра[8].